# Point of No Return/君をさがしてた 〜The Wedding Song〜
「Point of No Return」（ポイント・オブ・ノー・リターン）は、CHEMISTRYの2枚目のシングル。2001年6月6日に発売。

## 解説
デビュー曲「PIECES OF A DREAM」に及ばなかったが、ノンタイアップながらグループ2番目のシングルセールスを記録。
タイトルは航空用語で「帰還不能点」＝もう戻れない場所を意味。物理化学において、反応速度定数を見積る際に用いられる遷移状態理論の仮定のひとつ。不回帰点 (point of no return) と異なる。初登場でオリコンチャート1位、2週目も1位獲得。前作がいまだオリコンチャートTOP10にランクインしている中での発売。
C/W「君をさがしてた〜The Wedding Song〜」は、「Point of No Return」と実質上の両A面シングルとして位置付けされた楽曲。

## 収録曲
1. Point of No Return
作詞：ASO TETSURO　作曲・編曲：FUJIMOTO KAZUNORI
2. 君をさがしてた 〜The Wedding Song〜
作詞・作曲：KAWAGUCHI DAISUKE　編曲：DOI MANAO
C/W曲として当初から有線でのリクエストが多かった楽曲。後2002年、4thシングル『君をさがしてた 〜New Jersey United〜』としてリアレンジ、2006年発売ベスト・アルバム『ALL THE BEST』に収録。2011年発売ベスト・アルバム『CHEMISTRY 2001-2011』には本作のバージョンが収録。2005年、アメリカのヴォーカル・グループ「Boyz II Men」が「I've Been Searchin' （君をさがしてた）」のタイトルで英詞でカバー。
3. Point of No Return （ケツメイシのremix。）
作詞：ASO TETSURO　作曲:FUJIMOTO KAZUNORI　編曲：ケツメイシ,YANAGIMAN
元の曲にラップ詞を加えている。本楽曲のMVも製作、CHEMISTRYとケツメイシがコラボレーション。MVでは堂珍・川畑ともサングラスをかけながら歌唱。
4. Point of No Return (LESS VOCAL)

## 君をさがしてた 〜New Jersey United〜
『君をさがしてた 〜New Jersey United〜』（きみをさがしてた 〜ニュー・ジャージー・ユナイテッド〜）は、CHEMISTRYの4枚目のシングル。

### 解説
CHEMISTRY 1stアルバム「The Way We Are」からのリカットシングル。ただのリカットものとは違い、ヴォーカルは全て取り直し、ゴスペルライクなプレイで再録、さらにゴスペルクワイアが重厚なコーラスを加えた。初回限定盤はDVD付。通常盤はプラス3曲を追加収録。

### 収録曲

#### 初回限定盤
Disc.1 / CD
1. 君をさがしてた 〜New Jersey United〜
作詞・作曲:KAWAGUCHI DAISUKE　編曲：WADA MASAYA, JACK RUSSEL, NATALIE WILSON
フジテレビ系「ウエディングプランナー SWEETデリバリー」主題歌[1]
東京のSony Music Studios Tokyoと、ニュージャージーにあるStudio 612で収録。
2. Running Away
作詞:TATSUTANO JUN　作曲:SAGISU SHIRO　編曲：I.S.O.

Disc.2 / DVD
1. 君をさがしてた 〜New Jersey United〜 <ミュージック・クリップ>

#### 通常盤
1. 君をさがしてた 〜New Jersey United〜 [5:36]
作詞・作曲:KAWAGUCHI DAISUKE　編曲：WADA MASAYA, JACK RUSSEL, NATALIE WILSON
2. Running Away [4:46]
作詞:TATSUTANO JUN　作曲:SAGISU SHIRO　編曲：I.S.O.
3. 君をさがしてた シーモネーター&DJ TAKI-SHIT Remix feat. CRYSTAL BOY (NOBODY KNOWS) [4:28]
作詞・作曲:KAWAGUCHI DAISUKE　編曲：DJ TAKI-SHIT and YANAGIMAN
4. Running Away (Spanish Passion) [4:30]
作詞:TATSUTANO JUN　作曲:SAGISU SHIRO　編曲：SUEHARA YASUSHI
5. 君をさがしてた 〜New Jersey United〜 (LESS VOCAL) [5:36]

### 参加アーティスト
- CHEMISTRY - all vocals

| 君をさがしてた 〜New Jersey United〜 - The S.O.P. Chorale (Lanika Revader, Suquilah Stillwell, Keesha stillwell, Natasha Thomas, Ahmed Wallace, J. Micheal Anderson, Natalie Wilson) - choir - Sheldon Goode - acoustic guitar、electric guitar、minimoog - Bernie Worrell - Fender Rhodes、minimoog - Joe "Flip" Wilson - Hammond Organ、minimoog Running Away - I.S.O. - programming、all instruments 君をさがしてた シーモネーター & DJ TAKI-SHIT Remix feat. CRYSTAL BOY (NOBODY KNOWS) - シーモネーター - additional rap - CRYSTAL BOY (from NOBODY KNOWS) - additional rap - 知念輝行 - guitar - DJ TAKI-SHIT - programming、other instruments - YANAGIMAN - programming、other instruments Running Away (Spanish Passion) - 末原康志 - guitar - 山内薫 - bass - 栗山豊二 - Percussion |

## Point of No Return feat.関口シンゴ
『Point of No Return feat.関口シンゴ』（ポイント・オブ・ノー・リターン フィーチャリング・せきぐちシンゴ）はCHEMISTRYの2作目の配信限定シングル。

### 解説
本作はCHEMISTRYがデビュー20周年を記念し、2021年10月27日より初期発表の代表曲にリアレンジを施したものを連続配信リリースを行う企画の第2弾としてリリースされた。
本作はオリジナルのアレンジから、音数を抑えた上で有機的なギターをメインとしたアレンジを施しており、切ない雰囲気を醸し出すメロディーとそれらが合わさり、原曲の良さを最大限に生かしたアレンジに仕上がったのだと言う。
本作のアレンジを務めた関口シンゴは「松尾潔さんたっての希望によって今回の作品に関わらせていただけて光栄に思います。松尾さんのリクエストにお答えして楽曲の随所にギターの音をちりばめさせていただいております。また、人間としても音楽的にも魅力たっぷりのCHEMISTRYのお二人と共にこの作品に関わらせて制作できたことは感無量の思いで一杯です。是非とも聴いて貰いたいなと思います。」とのコメントをTwitterにて寄せている。

### 収録曲
1. Point of No Return feat.関口シンゴ
作詞：ASO TETSURO／作曲：FUJIMOTO KAZUNORI／編曲：関口シンゴ

## 君をさがしてた feat.Michael Kaneko,Hiro-a-key
『君をさがしてた feat.Michael Kaneko,Hiro-a-key』（きみをさがしてた フィーチャリング・ミカエル・カネコ､ヒロアキ）CHEMISTRYの4作目の配信限定シングル。

### 解説
本作はCHEMISTRYがデビュー20周年を記念し、2021年10月27日より初期発表の代表曲にリアレンジを施したものを連続配信リリースを行う企画の第4弾としてリリースされた。

#### 収録曲
1. 君をさがしてた feat.Michael Kaneko,Hiro-a-key
作詞・作曲：KAWAGUCHI DAISUKE／編曲：Michael Kaneko､Hiro-a-key